# Bataille de Ramadi (2015-2016)
Pour les articles homonymes, voir bataille de Ramadi.
Seconde guerre civile irakienne
La bataille de Ramadi, parfois appelée reconquête de Ramadi, a lieu lors de la seconde guerre civile irakienne de décembre 2015 à février 2016. Elle suit la précédente bataille de Ramadi, qui s'était soldée le 17 mai 2015 par la prise de la totalité de la ville par les djihadistes de l'État islamique. Elle commence le 7 décembre 2015 avec l'assaut des Forces armées irakiennes sur le quartier de Ta'Min, au sud de la ville. La cité est déclarée libérée une première fois par le gouvernement irakien le 28 décembre 2015. Mais l'EI contre-attaque au début du mois de janvier 2016, reprenant environ 20 % de la ville et plusieurs zones aux alentours. Le gouvernement irakien parvient à liquider ces nouvelles poches de résistance, à reprendre les alentours de la ville, et à sécuriser la route entre Ramadi et Bagdad le 9 février 2016, mettant ainsi fin à la bataille.

## Prélude
La perte de Ramadi par les forces armées irakiennes, en mai 2015, est une victoire stratégique et symbolique très importante pour l'État islamique, et un violent revers pour le gouvernement de Bagdad. En effet, stratégiquement, Ramadi est situé à une centaine de kilomètres à l'ouest de Bagdad, et symboliquement, c'est le chef-lieu de la province d'Al-Anbar. Sa reconquête par le gouvernement devient donc vite un objectif important.
Le 23 mai 2015, six jours après la prise de la ville par les djihadistes, l'armée irakienne et des milices tribales menées par le cheikh Rafeh Abdelkarim al-Fahdawi, lancent des assauts sur des localités aux alentours de Ramadi et notamment sur Husaybah, un village situé à 7 kilomètres à l'ouest de Ramadi. Le 26, l'armée lance une opération visant à isoler les forces de l'EI et à préparer l'offensive pour reprendre Ramadi. Elle est baptisée « À tes ordres Hussein », du nom d'un imam chiite,. Face aux critiques, elle est ensuite rebaptisée « À tes ordres ô Irak ».
Le 24 août, quatre kamikazes de l'État islamique attaquent un quartier-général de l'armée irakienne à al-Jaraishi, au nord de Ramadi, faisant cinq morts dont deux généraux : Abdel Rahman Abou Raghif, commandant adjoint des opérations dans la province d'al-Anbar, et Safine Abdel Madjid, commandant de la 10e division.
Début octobre, les forces irakiennes soutenues par l'aviation américaine parviennent à progresser à l'ouest de Ramadi et à reprendre plusieurs localités, dont les villages de Zankura, Albu Jleib, al-Adnaniya, une partie d'Albu Richa et la zone appelée kilomètre 5 lors d'une opération mobilisant 2 000 hommes. Mais fin octobre et début novembre les pluies torrentielles freinent la progression des forces gouvernementales.
Le 25 novembre 2015, les forces irakiennes, aidées par des bombardements américains, reprennent le pont Palestine qui enjambe l'Euphrate au nord-ouest de la ville, afin de procéder à son encerclement et de couper son approvisionnement en eau,.
Les 4 et 5 décembre, l'EI lance plusieurs voitures piégées sur les positions des forces gouvernementales. Au moins 6 sont détruites, et 8 autres sont interceptées.
Dans les premiers de jours de décembre, afin de préparer le terrain pour l'attaque, la coalition mène 45 frappes aériennes dans la région de Ramadi. Un bilan dressé par l'état-major américain le 10 décembre estime que 350 djihadistes sont morts dans les frappes, dont leurs chefs Abu Salah et Abu Maryam. Ces 350 morts ne sont pas inclus dans les estimations des forces en présence à Ramadi au moment de l'assaut du 7 décembre. Toutefois, les bombardements tuent et blessent de nombreux civils. D'autant plus que l'état-major américain estime que seuls quelques petits groupes de civils sont parvenus à fuir la cité, et qu'entre 4 000  et   10 000 personnes sont restées bloquées à l'intérieur.  

## Forces en présence
Depuis la prise du pont Palestine le 25 novembre 2015, la ville est entièrement encerclée, et son approvisionnement en eau est coupé. Trois brigades irakiennes entraînées par les Américains sont envoyées en renfort, au total 10 000 hommes des forces irakiennes sont engagés dans l'offensive,. Le colonel Steven Warren, porte-parole de l'Opération Inherent Resolve, estime que les troupes irakiennes sont désormais assez nombreuses pour lancer une attaque sur la ville et que les djihadistes auront du mal à fuir. Par ailleurs, des membres des forces spéciales australiennes sont engagées aux côtés de l'armée irakienne, notamment pour guider les frappes aériennes
Les forces de l'État islamique sont estimées entre 600 et 1 000 hommes selon le colonel Steven Warren. Les djihadistes ont fortifié leurs positions de manière avancée depuis plusieurs mois. Ils ont notamment déposé des explosifs et des mines en cercles concentriques autour de Ramadi. Et, à l'exception des trois brigades formées par les États-Unis et des membres du Iraqi Counter Terrorism Service, une formation antiterroriste comptant 7 000 hommes au total, entrainé par un détachement de la 13e demi-brigade de Légion étrangère, les troupes gouvernementales irakiennes ne sont pas bien formées au combat urbain. De plus, du fait de divergence entre les États-Unis et les milices chiites des Hachd al-Chaabi, ces dernières, soutenues par l'Iran, ne participent pas aux combats.

## Déroulement

### 7 et 8 décembre 2015: Assaut initial et reprise de Ta'Min par le gouvernement irakien
Le 7 décembre 2015, l'armée irakienne lance l'assaut sur le quartier universitaire de Tamin, au sud-ouest de la ville. Dans le même temps, des combats ont lieu au village d'Husaybah, à 7 kilomètres à l'est de Ramadi,.
Le 8 décembre, Sabah al-Nomane, porte-parole des services de lutte antiterroriste irakiens, déclare à l'AFP que : « Aujourd'hui, nos forces ont complètement libéré le secteur de Tamim après une bataille féroce contre les combattants de Daech ». Ses propos sont par la suite confirmés par le général Hadi al-Irzayij, chef de la police de la province d'Al-Anbar et porte-parole du commandement des opérations conjointes. Ce-dernier estime que « Les forces irakiennes sont proches d'entrer dans le centre de la ville ». D'autant plus que la prise de Ta'Min a permis de mettre la main sur de nombreuses quantités de munitions.
Malgré une prise rapide du quartier de Tamin, les forces gouvernementales irakiennes sont stoppées dans leur élan durant l'après-midi du 8 décembre. En effet, deux obstacles s'imposent. De très nombreux pièges explosifs ont été laissés par les djihadistes de Daech avant de quitter le quartier, et il est impératif de les déminer avant de poursuivre la progression. Un total de 62 engins explosifs improvisés ont été trouvés en 3 jours, faisant 4 blessés. Et, pour rejoindre le centre-ville, il faudra par la suite traverser la rivière Warar — un bras de l'Euphrate — dont l'autre rive est toujours tenue par l'EI,. Selon une source sécuritaire de l'agence Xinhua, les pertes des combats du 8 décembre sont d'au moins 27 djihadistes tués — dont 15 par des frappes aériennes — et 5 morts et 3 blessés du côté des forces gouvernementales.

### Du 9 décembre au 21 décembre 2015: reprise des quartiers périphériques par le gouvernement irakien
Le 9 décembre, tandis que le déminage de Tamin se poursuit, Ashton Carter, le ministre de la Défense américain, déclare que les États-Unis « sont prêts à aider l’armée irakienne avec des moyens additionnels » pour l’aider à « finir le travail » à Ramadi, « y compris des hélicoptères d’attaque et des conseillers militaires »,.
Afin d'en consolider le contrôle, la police d'Habbanyah, une localité plus à l'ouest, déploie une partie de ses hommes dans le quartier de Tamin.
De plus, une offensive de l'armée dans l'ouest de la ville parvient à chasser les djihadistes de leur poste de commandement militaire,. La prise du poste de commandement et celle du quartier de Ta'mim permettent de profiter d'un avantage géographique, car ces deux positions surplombent la ville.
En réaction à l'avancée des troupes irakiennes à l'intérieur de la ville, l’État islamique impose aux civils des zones qu'il contrôle encore l'interdiction de sortir de la ville, et l'obligation de rester le plus possible dans leurs maisons. Le but de la manœuvre étant de pouvoir se servir d'eux comme boucliers humains,. Les djihadistes se servent de l'exemple d'une famille qu'ils ont tué alors qu'elle tentait de fuir la ville, au début du mois de décembre.
Le 10 décembre, le major-général Ismail Malhawi déclare qu'une série de bombardement de la coalition internationale au nord de Ramadi aurait causé la mort de "65 éléments de l'EI en plus de sérieux dégâts matériels", sans donner plus de précisions. Une autre source sécuritaire, qui déclare vouloir garder l'anonymat, confirme les frappes mais donne un bilan plus modéré : l'armée de l'air irakienne aurait tué 10 membres de Daech et détruit 4 véhicules piégés. Ces véhicules piégés étaient censés exploser sur les lignes irakiennes, mais ils auraient été interceptés et détruit bien avant de les atteindre.
Le soir du 10 décembre (heure irakienne, nuit du 10 au 11 décembre heure française), le lieutenant-général Abdul-Ghani al-Asadi, commandant des forces anti-terroristes, déclare que ses troupes ont pris le contrôle d'un périmètre dans l'ouest de Ramadi, s'étendant du pont Palestine jusqu'au pont Al-Qasim. Il annonce également attendre de nouvelles instructions du commandement général avant de poursuivre l'offensive. Il ne donne aucune précision sur la nature des combats, ou le nombre de morts ou de blessés parmi les militaires, les djihadistes ou les civils.
De plus, le général Yahia Rasoul confirme à Reuters que, simultanément à l'assaut des forces anti-terroristes à l'ouest de Ramadi, l'armée a attaqué le nord de la ville, et est parvenue à créer plusieurs percées. Durant les assauts, l'explosion de 2 kamikazes provoque au moins 27 morts parmi les militaires.
Pour tenter de ralentir la progression des militaires irakiens, l’État islamique détruit tous les ponts qui mènent directement au centre de la ville. Cette manœuvre est à double-tranchant : elle renforce les fortifications du centre, mais elle divise les djihadistes en trois groupes isolés les uns des autres.
À la fin de la journée du 10 décembre, l’État islamique a perdu le sud et le sud-ouest de la ville, ne contrôle plus que partiellement le nord et l'ouest de Ramadi, et continue de tenir le sud-est, l'est et le centre de la ville,. Des messages radios interceptés indiquent que les djihadistes manquent de vivres et de munitions. Les services de renseignements irakiens estiment qu'il ne reste plus qu'entre 250 à 300 combattants de Daech, et qu'entre 1 200  et   1 700 familles sont encore coincées dans la ville. Les djihadistes toujours au centre de la ville s'abritent dans un réseau de fortifications, constituées d'un réseau élaboré de tunnels, de bâtiments piégés, et de routes en lacets minées.
Le 11 décembre, les forces armées irakiennes reçoivent le renfort de 500 miliciens tribaux du clan Al-Hashed, dirigés par le général Yusuf al-Asal - lui-même étant un dirigeant du clan. 
En inspectant des entrepôts d'armes dans les zones reprises, les forces gouvernementales irakiennes découvrent des roquettes de fabrication militaire, mais également d'autres roquettes artisanales, fabriquées à partir de bouteilles de gaz. En inspectant d'autres bâtiments pris à Daech, les militaires découvrent également une liste de fonctionnaires qui ont rejoint l'organisation pour sauver leurs vies, et une liste d'autres fonctionnaires qui ont été probablement exécutés par les djihadistes. 
Un groupe de civils parvient à profiter de l'avancée de l'armée pour fuir les zones de contrôle de l’État islamique ; pour cela, ils se sont dirigés vers les militaires en agitant un drapeau blanc. D'autres civils parviennent également à quitter ces zones de contrôle, en versant des pots-de-vin. 
Le 12 décembre, les forces gouvernementales irakiennes passent l'Euphrate, et tentent de progresser vers la zone d'habitation appelée Al-Thubaat.
De plus, l'armée irakienne reprend le lieu-dit Al-Aramil, à 6 kilomètres au sud de Ramadi, avec l'aide des miliciens tribaux et de bombardements de la coalition internationale. 22 membres de l'EI sont tués lors des combats, le bilan des pertes pour les militaires n'a pas été encore communiqué. La progression des troupes irakiennes est stoppée, le temps de déminer les pièges et les véhicules piégés laissés par les djihadistes. 
Le 13 décembre, de nouveaux combats éclatent aux axes nord et sud de la ville, durant lesquels 11 djihadistes sont tués. 3 véhicules piégés conduits par des kamikazes sont détruits par des frappes aériennes de la coalition. 
Le 14 décembre, une frappe aérienne de la coalition internationale au nord de Ramadi tue 15 membres de l'EI et détruit 5 de ses véhicules. Le même jour, une série d'attentats provoque la mort d'au moins 35 militaires et miliciens sunnites. 
Le 15 décembre, l'EI mène une attaque avec 12 à 15 véhicules kamikazes à l'est de la ville. Selon des sources militaires irakiennes de l'AFP, l'attaque est repoussée et le bilan n'est que de 2 tués et 6 blessés parmi les policiers. En revanche, d'après des sources militaires d'Al Jazeera, le bilan est d'au moins 65 morts parmi les forces irakiennes,. 
Le 16 décembre, Daech vise trois des positions des unités paramilitaires arabes sunnites Hashd Shaabi au nord de Ramadi, en les attaquant avec 6 véhicules piégés. Selon les militaires irakiens, tous les véhicules auraient été détruits par des missiles guidés anti-chars, avant d'avoir eu le temps d'atteindre les paramilitaires. 
Des combats éclatent également à l'est de la ville, entre la huitième brigade de l'armée irakienne et l'EI. Dans une zone appelée Tel Mshahydh, l'organisation terroriste fait exploser 4 véhicules piégés. Après des combats acharnés, les djihadistes sont repoussés, grâce à l'aide de l'aviation irakienne et de celle de la coalition internationale. Le Général de brigade Majid al-Fatlawi, commandant de la Huitième Brigade, n'indique pas les pertes subies par l'Armée irakienne ; par contre, il déclare que 37 djihadistes ont été tués lors des affrontements, dont "plusieurs leaders asiatiques", sans préciser leurs identités.
Le 17 décembre, le major Hussein, commandant des unités anti-terroristes, fait visiter le quartier de Ta'Mim a une équipe de journalistes de la chaîne de télévision française TF1. Il leur déclare que le déminage du quartier est presque terminé ; que 170 djihadistes avaient trouvés la mort lors des trois jours de combat pour prendre le quartier ; que l'armée irakienne a retrouvé beaucoup de matériel militaire utilisé par Daech, notamment des tanks, et des roquettes et des obus artisanaux ; qu'ils ont également saisit des documents administratifs de l'organisation État islamique ; que des maisons ont été utilisées pour dissimuler l'entrée des tunnels anti-bombardements de l'EI et qu'au moins une villa avait été reconvertie en une usine d'obus ; et que quelques rares civils revenus à Ta'Mim ont pris les armes pour former un groupe d'auto-défense. Le major Hussein fait également écouter un message radio intercepté, dans lequel un responsable de Daech s'assure qu'aucun civil ne parvienne à quitter l'est de la ville. L'équipe de télévision est aussi brièvement témoin d'un échange de tirs entre les snipers de l'Armée et ceux du groupe terroriste, d'une rive à l'autre de l'Euphrate. Le major Hussein annonce le retrait prochain de ses troupes de Ta'Mim, remplacées par d'autres unités censés assurer l'ordre dans le quartier.
Le 19 décembre, le général-major Ismail al-Mahlawi annonce que le corps du chef djihadiste Abu Musab al-Maqdisi a été retrouvé, très probablement tué lors d'une des opérations de nettoyage de Ramadi.
Le ministre irakien de la Défense, Al-Obeidi, estime que la ville sera reprise avant la fin du mois de décembre 2015.
Le 20 décembre, des frappes de l'armée de l'air irakienne au nord de Ramadi blessent de nombreux membres de l'EI. Le bilan exact est inconnu ou n'a pas été communiqué.
Le ministre irakien de la Défense, Khaled al-Obeidi, fait trois annonces. La première est que des éléments des groupes paramilitaires sunnites al-Hashed al-Sha’bi vont être incorporés à l'armée professionnelle afin de mieux les entraîner et de compenser un manque de troupes au sol. La deuxième est que l'armée a pris le contrôle de nouveaux axes au nord de Ramadi. Et la troisième, relative à la guerre civile en général, est que l'équivalent de trois milliards de dollars de contrats passés par l'Armée vont être remplacés, afin de trouver des associés plus performants.
Une force composée de militaires, et de miliciens de la tribu al-Hashed, dirigée par le major-général Ismail al-Mahalawi et soutenue par l'aviation irakienne et de la coalition internationale, commence une offensive contre une zone du nord de Ramadi appelée Albu Ziyab. Aucune information sur les pertes humaines, quel que soit le camp, n'est communiquée ; par contre l'Armée indique avoir détruit 2 véhicules piégés et un atelier contenant des produits toxiques.
En vue d'une opération militaire d'ampleur pour reprendre le centre de Ramadi, des renforts militaires sont acheminés au nord et à l'est de la ville. Ils apportent de l'artillerie lourde, de l'infanterie et des tanks.
À la fin de la journée du 20 décembre, des avions militaires irakiens larguent des tracts sur Ramadi, dans lesquels ils demandent aux civils de quitter la ville dans les 72 heures et indiquent des routes considérées comme sécurisées.

### Du 21 au 28 décembre 2015: reprise du centre-ville par le gouvernement irakien
Le 21 décembre, le commandant-en-chef Othman al-Ghanemi annonce que l'opération de reprise du centre-ville commencera dans quelques heures,,. L'agence Reuters précise que l'armée veut finir de prendre totalement le contrôle d'un autre secteur de la cité avant de lancer son offensive. Cependant, cette opération risque fortement d'être gênée par les civils dont Daech se sert comme boucliers-humains,.
Le 22 décembre, le major-général Ismail al-Mahalawi annonce que ses troupes ont repris le contrôle de 50 % d'Albu Ziyab, et que les bombardements de la coalition internationale y ont détruit un abri et un entrepôt de bombes.
Fin décembre, les troupes irakiennes butent sur une forte résistance des forces de l'EI, particulièrement dans le quartier de Hoz près de l'ancien siège gouvernemental. Cet enlisement est dû principalement à la présence de nombreux civils, aux engins explosifs, aux snipers et aux attaques kamikazes,.
Le 27 décembre, l'armée irakienne affirme avoir pris le contrôle du siège du gouvernement provincial de Ramadi,. Le porte-parole des unités anti-terroristes, Sabah al-Numan, affirme que "Tous les combattants de Daech sont partis. Il n'y a pas de résistance. Nos forces vont pénétrer dans le complexe dans les heures qui viennent".Les forces de l'EI ont forcé des civils vivant près du complexe gouvernemental à les suivre, afin de les utiliser comme bouclier dans leur fuite. Il faut toutefois déminer le bâtiment. Selon des sources médicales, les combats auraient fait 93 blessés parmi les forces irakiennes, et plus de 50 morts chez les djihadistes.
Le 28 décembre, la ville est déclarée totalement libérée par l'état-major irakien,,, dont le général de brigade Yahya Rasool qui en fait l'annonce à la télévision irakienne. Cette victoire est la première victoire importante pour l'Armée irakienne obtenue sans le soutien des milices chiites. Il reste probablement quelques djihadistes, mais ceux-ci ont cessé d'opposer une résistance à l'Armée. Par contre, il reste le danger des engins explosifs disséminés dans la ville, qu'il faut déminer ; la 8e division de l'Armée irakienne estime qu'il y en aurait 300 dans le complexe gouvernemental et sur les routes qui y mènent. 

### Du 28 décembre 2015 au 7 janvier 2016: contre-offensive djihadiste
Le soir du 28 décembre, les djihadistes contrôlent toujours l'est de la ville,. Le 30 décembre, la coalition déclare qu'elle estime que 700 djihadistes sont toujours présents à l'intérieur de Ramadi, dont 400 dans le centre et 300 à l'est.
Le 1er janvier l’État islamique mène une grande contre-offensive, selon le chercheur Romain Caillet, l'État islamique revendique la reprise totale du pont Bou Assaf, un point stratégique au nord-ouest de Ramadi . Toujours selon Romain Caillet, l'EI revendique la prise de 10 casernes de l'armée irakienne au nord de Ramadi  et 5 casernes de l'armée irakienne à l'est de Ramadi . Selon le journaliste Wassim Nasr, les djihadistes avancent sur tous les fronts. Les mauvaises conditions météorologiques empêchent la coalition de mener des frappes aériennes précises sur Ramadi . Selon Al Jazeera, 60 soldats de l'armée irakienne ont été tués par les djihadistes de l'EI à Ramadi.
Le 2 janvier, l'EI lance de nombreuses contre-offensives, majoritairement au nord et à l'est de la cité, aussi vers l'ouest, et multiplie les attentats-suicides dans les faubourgs.
Le 3 janvier 2016, le Major-Général Hadi Rseg, chef de la police dans la province d'Al-Anbar, annonce que le gouvernement contrôle 80 % de la ville. Les zones encore contrôlées par les djihadistes seraient la zone d'Al-Mallad - au sud de Ramadi - et la Vingtième Rue.
Le 4 janvier, lors d'un accrochage entre les militaires irakiens et les combattants de l’État Islamique, les unités d'élite anti-terroriste sont déployées et délivrent plusieurs civils utilisés comme bouclier humain.
Le 5 janvier, malgré des bombardements menés par la Coalition Internationale pour le ralentir, un convoi de Daech parvient à l'ouest de Ramadi, au niveau du district d'Haditha, par deux axes différents.
Le 6 janvier, un autre convoi de l’État Islamique est repéré sur le même itinéraire. Cette fois, l'aviation irakienne, l'aviation de la Coalition Internationale, l'artillerie irakienne, et des miliciens tribaux équipés de lance-roquettes, mènent une intense série de frappes coordonnées. Selon l'Armée irakienne, le bilan des frappes est de 250 membres de l'EI tués, et de 100 véhicules détruits, dont plusieurs véhicules piégés.
Afin d'empêcher les forces gouvernementales de l'utiliser, les combattants de Daech détruisent en partie l'Hôpital Général de Ramadi, situé au nord de la ville, avant d'abandonner cette position. À noter un fait extrêmement inhabituel de la part de l'organisation terroriste : ses membres ont pris la peine d'évacuer les civils vivant aux abords de l'hôpital avant d'enclencher les explosions.
Le 7 janvier, les troupes irakiennes, appuyées par des frappes de la Coalition Internationale, avancent dans Ramadi, mais buttent de nouveau face à la résistance de l'EI dans plusieurs quartiers. Les principaux lieux de confrontation sont : le quartier d'Al-Andalus au centre de la ville ; partiellement le district d'Al-Mallad au sud ; la Grande Mosquée au centre ; la mosquée Al-Haq au sud ; le quartier d'Al-Mujarabat au centre. L'agence de presse EFE signale que les combats dans le seul quartier d'Al-Mallad ont provoqué plusieurs dizaines de morts et de blessés graves dans les deux camps. Les affrontements à Al-Mujarabat provoquent la mort de 5 agents irakiens, 19 membres de l'EI, et la destruction de 4 véhicules de l'EI. Ailleurs, les djihadistes parviennent à exploser 4 tanks de l'Armée irakienne, et une maison ayant appartenu à un officier de police.

### Du 8 janvier au 4 février 2016: reconquête des positions perdues

#### Dès le 8 janvier: Ramadi même
Le 8 janvier 2016, une offensive des forces gouvernementales parvient à chasser les djihadistes d'Al-Mallad, tout en tuant 13 d'entre eux. Afin de signaler la reprise du secteur, le drapeau irakien est hissé sur la mosquée Al-Haq.
Après des combats causant plusieurs dizaines de morts, et grâce au soutien des aviations de l'Irak et de la Coalition Internationale, les forces gouvernementales parviennent à progresser dans la zone d'Al-Andalus. Mais une fois de plus, cette avancée est ralentie par les mines déposées par l’État Islamique.
Le Haut Commissariat des Nations unies pour les réfugiés annonce se charger de déplacer un millier de civils de Ramadi, notamment des enfants, vers le camp d'Habbaniyah, afin de les éloigner des combats.
La progression des soldats au centre-ville reste ralentie par toutes les mines disposées sur les routes, un soldat affirmant même à une équipe de télévision d'Euronews que la totalité des routes du centre sont piégées.
En plus du poste-de-commandement situé au sud-est de la ville, l'Armée en installe un autre au centre. L'état-major préfère éviter de se réinstaller dans le complexe gouvernemental - gardé par un seul contingent de militaires - ou dans la station de police du centre-ville, jugés trop proches du front, et décide de l'établir dans une villa un peu plus éloignée des zones de combat.
Le Lieutenant-Général Abdul-Ghani Al-Asani annonce avoir capturé quelques prisonniers, mais très peu, car les djihadistes préfèrent mourir en kamikaze plutôt que de se rendre.
L'explosion d'un engin piégé, sur la ligne de front, tue 2 civils : une mère et son enfant.
Le 9 janvier, la zone d'Al-Andalus et la Grande Mosquée, situées au centre de Ramadi, sont déclarées entièrement nettoyées.
La Huitième Brigade de l'Armée Irakienne parvient à reprendre la totalité des locaux de l'Université Maaref, dans l'est de la ville, et le signale en y hissant le drapeau irakien.
Une frappe aérienne de l'Armée de l'Air Irakienne, menée avec un avion F-16, tue 3 djihadistes dans la zone de Tal Mashida, au nord-est de Ramadi.
Le 10 janvier, les unités d'élite anti-terroriste continuent leur progression dans les banlieues à l'est de Ramadi. De plus, elles assurent leurs arrières en élevant des talus aux abords du centre-ville.
Devant l'ampleur de la tâche de déminage, les efforts sont concentrés sur les artères principales de la ville et sur les bâtiments jugés stratégiquement importants. Pour les autres bâtiments, pour le moment, une simple indication "miné" est peinte sur leurs façades, lorsque des explosifs y sont repérés.
Le Programme des Nations unies pour le développement (Pnud) annonce attendre le feu vert des autorités irakiennes pour reconstruire la ville. Cependant, l'ampleur des destructions dues aux frappes aériennes et aux pièges explosifs est immense - certains cratères de bombardement font la taille d'une piscine et plusieurs rues ont été annihilées. À l'heure actuelle, l'ONU estime que la reconstruction de Ramadi nécessitera 50 millions de dollars (46 millions d'euros), alors que l'estimation du Conseil de la Province d'Anbar monte à 12 milliards de dollars. Lise Grand, numéro-deux du Pnud, estime pour sa part que Ramadi va avoir besoin en urgence de 20 millions de dollars pour répondre aux besoins humanitaires, puis plus tard de plusieurs milliards de dollars pour se reconstruire.
Daech lance un assaut violent sur une position de la Dixième Brigade de l'Armée, dans la zone d'Albu Ainyah, au nord-est de la ville. Les militaires repoussent les djihadistes et tuent 4 d'entre eux. De plus, ils saisissent du matériel utilisés par l'organisation terroriste lors de l'assaut : de l'armement léger et moyen.
Dans la zone d'Al Sufiya, à l'est de Ramadi, une offensive de l'Armée, soutenue par l'aviation de la Coalition Internationale et de l'Irak, provoque la mort de 22 djihadistes.
Le 11 janvier, des policiers et des membres des forces anti-terroristes parviennent à faire évacuer 635 civils hors de l'est de Ramadi,. Ils seront envoyés au camp d'Habbaniyah, à Khalediyah, après avoir reçu des soins médicaux. En outre, l'Armée capture 12 membres de l'EI qui avaient tenté de se mêler aux civils.
Dans la zone d'Albu Faraj, au nord de la ville, les équipes de déminages font détoner de manière préventive 64 engins explosifs improvisés,. À Malaab, 250 autres engins explosifs sont désamorcés.
3 kamikazes tentent de s'en prendre aux positions de l'Armée dans le village d'Husaiybah, à 7 km à l'est de Ramadi. Mais les Forces d'Intervention Rapide irakiennes les interceptent et les abattent par balles avant qu'ils n'atteignent le village.
Les troupes irakiennes ne sont pas ralenties dans leur progression seulement par les mines, mais également par les snipers de l'EI. Un bilan dressé le 11 janvier indique qu'entre le 28 décembre 2015 et le 11 janvier 2016, 55 raids aériens ont été menés par la Coalition Internationale contre les positions des snipers.
À la date du 11 janvier 2016, et depuis qu'il a été chassé de Malaab, l’État Islamique ne contrôlerait plus aucun grand secteur à l'intérieur de Ramadi. Il resterait cependant des petits bastions, couverts par des snipers. Et il aurait installé ses troupes dans une bande de terres cultivées à 10 km à l'est de la ville.
La Huitième Brigade, après des combats qui ont provoqué des douzaines de morts, parvient à reprendre possession de l'ancien QG des forces de sécurité de la province d'Anbar. Symboliquement, le drapeau irakien est hissé sur le bâtiment.
L'artillerie de la Seizième Brigade lancent des frappes précises dans la zone d'Asreya, visant des futurs kamikazes ; elle en aurait tué 6 et blessé 2.
À la suite d'informations fournies par les services de renseignement irakiens, un convoi de Daech tentant de fuir le nord de la ville est repéré. Il aurait été constitué de 20 véhicules, dont des automitrailleuses. L'aviation irakienne aurait détruit le convoi, causant la mort de 40 djihadistes, dont plusieurs de leurs chefs (dont les identités n'ont pas été dévoilées par l'état-major).
Le 12 janvier, les forces anti-terroristes parviennent à évacuer hors de l'est de Ramadi 250 civils supplémentaires. Ils seront envoyés au camp d'Habbanyiah.
Le 13 janvier, l'aviation américaine lance une série de 24 frappes en Irak. Ramadi fait partie des trois villes les plus ciblées - avec Mossoul et Kisik.
À 70 km à l'ouest de Ramadi, les bourreaux de Daech exécutent par balles 4 autres combattants islamistes qui avaient fui la ville,,.
L'Armée irakienne, avec le soutien de l'aviation de la Coalition Internationale, lance des assauts sur les bastions de Daech subsistant dans l'est de la ville : les zones d'Al-Sofiya, de Joabiya et d'Al-Took. Les combats provoquent la mort de 16 membres de l'organisation terroriste, et la destruction de 9 véhicules piégés. Les forces anti-terroristes et la police d'Anbar parviennent à faire tomber Al-Sofiya, au nord-est, mais leur avancée est stoppée nette par les dizaines de pièges explosifs qui y sont disposés.
Selon les estimations de l'Armée irakienne, à la date du 13 janvier 2016, il resterait au maximum 200 djihadistes dans l'est de la ville, et 700 familles y seraient encore piégées.
Le 14 janvier, l'Armée parvient à reprendre totalement la zone d'Albu Aitha, au nord-est de la ville, après des combats qui ont fait un nombre indéterminé de morts.
Des unités anti-terroristes et des forces de police parviennent à évacuer 60 familles de civils hors de l'est de Ramadi. Ils seront envoyés au camp d'Habbaniyah.
À cause des pièges explosifs qui y étaient dissimulés, la zone d'Al-Sofiya n'avait pas pu entièrement être reprise par les forces gouvernementales. De ce fait, les combats s'y poursuivent le 14 janvier. Pour les mêmes raisons, l'Armée parvient à reprendre partiellement, mais pas totalement, les zones d'al-Sijariya et d'Albu Ghanem.
Le 15 janvier, l'Armée parvient à prendre le contrôle de la majorité de la zone d'Al-Sofiya, et à prendre partiellement les zones d'Al-Sijariya et d'Albu Ghanem. Là encore, le contrôle n'est pas total car les pièges explosifs gênent la progression ; et de plus, des civils y sont opposés comme boucliers humains. Dans la zone d'Al-Sofiya, plusieurs pièges et véhicules-piégés explosent au cours de la bataille Selon l'Armée, 800 de ces civils sont délivrés ; ils seront envoyées aux camps d'Habbaniyah et de Ameriyat Falujah après avoir reçu de la nourriture et des médicaments. Rien que dans la zone d'Al-Sofiya, l'Armée irakienne et des journalistes de la NPR estiment que 1000 civils servaient de boucliers-humains. Plusieurs parviennent à s'échapper en courant vers les militaires irakiens en agitant un drapeau blanc. Mais les tirs de l'EI pour les retenir, et probablement également des balles perdues de l'Armée, tuent de nombreux civils, et en blessent beaucoup d'autres - dont 4 enfants âgés de 5 ans.
Du fait de la très grande concentration de civils sur la ligne de front, une seule frappe aérienne est lancée, en fin de journée. Cette très grande concentration dans une portion réduite de la cité s'explique par le fait que les djihadistes ont forcé des civils à les suivre dans leur retraite, au fur et à mesure que les poches de résistances étaient délivrées par l'Armée.
La police basée au village d'Husaiybah, à l'est de Ramadi, utilise des lance-roquettes pour détruire deux ou trois des positions défensives de l'EI situées près du village. L’État-major estime que cela a provoqué la mort de 7 djihadistes.
Le Major-Général Majid al-Fatlawi annonce que la Huitième Brigade parvient à libérer totalement la zone d'Al-Sura. Les combats auraient fait 5 morts parmi les djihadistes. Le Maj-Gen. al-Fatlawi évoque également la destruction d'un véhicule-piégé et la mort de son pilote-kamikaze, mais reste trop flou pour savoir si le véhicule-piégé a été détruit par les militaires ou s'il a explosé sur leurs lignes. Plus tard dans la journée du 15 janvier, il annonce également que sa brigade a repris la zone d'Albu Sodah, à l'est de Ramadi, et y a hissé le drapeau irakien. Les combats auraient fait 10 morts parmi les rangs de Daech et auraient détruit un véhicule armée de l'organisation.
Le 16 janvier, la Huitième Brigade poursuit sa progression et reprend les zones d'Albu Khalifa et d'Albu Mahal à l'est de la ville. Les combats auraient provoqués 15 morts parmi les djihadistes, dont 3 futurs kamikazes équipés de ceintures d'explosifs, la destruction de 3 véhicules armés, et celle d'un ancien véhicule militaire piégé.

#### À partir du 17 janvier 2016: extension des combats de positions aux alentours de la ville
Le 17 janvier, les forces gouvernementales, couvertes par l'aviation irakienne, parviennent à progresser dans les zones d'al-Sijariya et d'al-Jubiya, dans l'est de la ville. Ceci déclenche de nombreux affrontements entre les combattants de l'Irak et ceux de l’État Islamique. Finalement, les forces gouvernementales gagnent du terrain, et dressent un bilan selon lequel les combats et les bombardements ont tué 25 djihadistes et détruit quelques-unes de leurs cachettes.
Les Forces d'Intervention Rapide basées au village d'Husaibah lancent un assaut sur les troupes de Daech basées à l'extérieur à l'est de Ramadi. L'opération réussit et permet de tuer 21 djihadistes et de détruire 3 de leurs véhicules et 6 de leurs cachettes et poste-de-commandement. Par contre, 8 pièges explosent au passage des forces rapides, causant un nombre indéterminé de morts et de blessés.
Afin de prendre les troupes de Daech en tenaille dans la zone d'Al-Sofiya, les troupes de la police fédérale irakienne traversent les zones de Juwiba et d'Al-Sedikiya, encore tenues par l'EI. L'objectif final étant de pouvoir faire une jonction avec les militaires se battant à Al-Sofiya. Les combats provoqués par le passage de la police aboutissent, du côté de Daech, à la perte de 40 hommes, de 5 véhicules équipés d'armes lourdes et de 6 positions défensives ; du côté de la police irakienne, un nombre non-communiqué de pertes humaines à cause de l'explosion de 16 pièges. Même stratégie de la part de la police à travers la zone de Joahb. Dans cette zone, le bilan de la police est de 31 djihadistes tués, et 4 véhicules équipés d'armes lourdes et 5 positions défensives de l'EI détruites, contre un nombre non-communiqué de policiers tués par l'explosion d'un piège.
À Al-Sofiya, les combats entre l'Armée et l'EI se poursuivent, ce qui aboutit aux morts de 12 militaires et de 17 djihadistes. De plus, au moins 13 civils, dont 7 femmes et 3 enfants, sont tués par l'explosion d'un piège alors qu'ils tentaient de fuir la zone de contrôle de Daech.
Le Programme des Nations unies pour le développement (Pnud), en utilisant des images satellites, annonce que 4500 édifices ont été endommagés à Ramadi, dont 1500 ont été complètement détruits,. Selon Lise Grand, no 2 du Pnud, l'ampleur des destructions dépasse celles des autres villes qui ont souffert des affrontements entre Daech et une autre faction, y compris celle de Tikrit. 60 % de la ville, dont l'artère principale, ont été détruits. Le général de brigade Muhammad Rasheed Salah, originaire d'un village proche de Ramadi, avertit que si l'aide humanitaire n'arrive pas rapidement après la fin de la bataille, il y a de fortes chances que des violences tribales éclatent.
Le 18 janvier, les forces de Daech lancent 5 contre-attaques : 3 dans Ramadi, et 2 aux alentours. À l'intérieur, les zones attaquées sont Al-Graishi, Albi Ziab et Albu Sodah toutes situées au nord de la ville. À Al-Graishi et Albu Ziad, les attaques sont repoussées par le Premier et le Troisième Régiments et l'infanterie de la Dixième Brigade, ce qui provoque la mort de 10 terroristes selon l'Armée. À Albu Sodah, des éléments du Premier Régiment de la Soixante-Treizième Brigade d'Infanterie repoussent l'offensive en tuant 3 attaquants. À l'extérieur, les villages d'Husaibah et d'Al-Maliq sont pris d'assaut. Mais ils sont repoussés par les Forces d'Intervention Rapide de la police, couvertes par l'aviation de la Coalition Internationale, qui auraient tué 25 djihadistes.
Stephan Kalin, journaliste de Reuters, est témoin de la destruction d'un véhicule de l'EI par une frappe aérienne, et rapporte également que 8 djihadistes auraient été tués dans une autre frappe.
Le United States Marine Corps publie sur son site internet une note annonçant qu'ils vont dépêcher des instructeurs au camp militaire d'Al-Taqaddum, afin de former la Huitième Brigade de l'Armée irakienne au maniement de l'artillerie - notamment de l'obusier M198 - afin d'augmenter son efficacité et sa polyvalence à Ramadi.
Des nouveaux civils sont délivrés dans la zone d'Al-Sofiya, dont une famille qui était restée cachée onze jours dans un bâtiment en attendant de voir des soldats irakiens. L'Armée irakienne estime désormais à 3800 le nombre de civils qui ont pu être évacués hors de Ramadi depuis le début de la bataille. Face à cela, la réaction de l'état-major irakien est divisée. Le Colonel Arkan explique que cela peut-être vu à la fois comme un mal et un bien. Un mal, car c'est une source de problèmes logistiques, puisqu'il n'était absolument pas prévu de se retrouver face à des civils aussi nombreux lors de la bataille. Un bien, car cela permet de s'entraîner face à cette situation, qui risque de se reproduire si l'Armée assiège des cités bien plus peuplées et qui conservent encore une importante population civile, comme Mossoul ou Falloujah.
Le 19 janvier, les Forces d'Intervention Rapide irakiennes détruisent 4 véhicules-piégés qui traversaient les abords du village d'Husaybah. De plus, l'artillerie du Bataillon Karar aurait bombardé et détruits quelques positions de l'EI à Al-Madiq, ce qui aurait permis aux Forces d'Intervention Rapide de prendre quelques bâtiments et de les déminer.
Le 20 janvier, des bombardements de la Coalition Internationale et de l'aviation irakienne au nord de Ramadi auraient tués 34 membres de l'EI, détruit 4 de ses postes-de-commandement et 3 de ses véhicules.
Le Conseil de la Province d'Anbar annonce que les pertes humaines et matérielles que l'EI a subi à Husaybah et Juwaiba, entre-autres, dégagent des opportunités d'attaque sur d'autres fronts à l'est de Ramadi, notamment celui de l'Île Khalidyia.
Le 21 janvier, la police fédérale parvient à évacuer 27 familles de civils hors de l'ouest de Ramadi et du village d'Al-Saferiyah, au nord-ouest de Ramadi. Ils seront transférés au district d'Al-Wafaa.
La police fédérale mène un raid aux alentours d'Husaybah, qui se serait soldé par la mort de 13 djihadistes, et la destruction de matériel d'artillerie.
Aux alentours d'Hasiba al Sharqyia, à 8 km à l'ouest de Ramadi, des affrontements entre les forces de sécurité et des membres de l'EI causent 3 morts chez ces-derniers, et la destruction de leur matériel.
Dans Ramadi même, les bombardements de la Coalition Internationale sur les zones d'Albu Aiza et d'Al Grishi, au nord de la ville, tuent 18 djihadistes. 5 agents des forces de sécurité irakiennes meurent à cause de l'explosion d'une bombe, dans la zone d'Al-Sofiya, à l'est. Et un bombardement mal placé de la part de l'artillerie irakienne tue 3 civils dans la zone d'Albu Shabaan, au nord.
Le 22 janvier, les policiers découvrent un tunnel creusé par l’État Islamique, qui reliait Al-Madiq à Husaybah. Il aurait également servi de cache d'explosifs et de charnier. Le tunnel a été détruit. Le Major-Général Ismail al-Mahalawi annonce que la Huitième Brigade a progressé aux alentours de plusieurs villages à l'est de Ramadi : Joabah, Sajariyah et Husaiybah. Il explique que ces avancées ont été rendues possibles par le soutien de l'aviation de la Coalition Internationale et l'artillerie irakienne, et par le fait qu'exceptionnellement il n'y a pas eu de civils utilisés comme boucliers-humains.
L'aviation américaine mène 6 frappes à Ramadi, qui auraient détruit des véhicules de l’État Islamique et des caches d'armes et d'explosifs.
Le 23 janvier, Daech revendique trois attentats dont un double-attentat-suicide qui aurait tué 72 soldats irakiens, selon l'organisation terroriste,. De son côté, la Coalition Internationale assure avoir tué au moins 53 terroristes dans des bombardements au nord de la Ramadi. Une source sécuritaire anonyme reconnaît que le troisième attentat suicide, qui aurait mené avec un Hummer piégé à l'encontre d'un poste de policiers qui gardaient l'autoroute à l'ouest de Ramadi ; cette source déclare que l'explosion a blessé 7 policiers et a sérieusement endommagé le bâtiment visé.
L'Armée annonce avoir réussi à évacuer 34 civils retenus par l’État Islamique dans un village au nord de Ramadi, et déclare qu'ils seront transférés à Al-Wafaa.
Le 24 janvier, la Coalition Internationale bombarde 6 fois les environs de Ramadi, en visant 3 unités tactiques et 1 bâtiment de l'EI. Le bilan humain est inconnu. Le bilan matériel pour Daech est la perte d'un véhicule et d'un réservoir de carburant.
Au sud-ouest de Ramadi, la police repousse un assaut de Daech. Elle aurait tué et blessé en tout 17 djihadistes et détruit un véhicule piégé.
Les parties de Ramadi contrôlées par le gouvernement irakien sont sécurisées par les policiers fédéraux. Le Premier ministre irakien, Haïder al-Abadi, demande au Ministre de la Défense américain, Ashton Carter (tous les deux étant présent au Forum de Davos en Suisse) l'envoi de formateurs, afin d'entraîner la police locale sunnite pour qu'elle puisse relayer la police fédérale et maintenir Ramadi plus sûre.
La police fédérale attaque 4 sites défensifs de l’État Islamique construits aux environs du village d'Husaybah. Ce qui aurait détruit les 4 sites, tués 11 djihadistes et blessé 6 autres,.
Le chef de la police de la province d'Anbar, le Major-Général Hadi Rezeig, annonce que 190 personnes ont été arrêtées, suspectées d'avoir aidé l'EI à viser les policiers de Ramadi.
Le 25 janvier, la brigade spécialisée dans le maniement des lance-roquettes des Forces d'Intervention rapide bombarde 2 positions de l'EI proches d'Husaybah. Ceci aurait tué 8 membres de l'organisation terroriste.
Les combats se poursuivent dans et autour des villages à l'est de Ramadi, spécialement ceux de Sijariya, Juwaiba et Husaybah.
La police de la province d'Anbar aurait repris le contrôle de la zone d'al-Jumaiya, au centre de la ville. Elle y auraient découvert une fosse commune contenant les corps d'une quarantaine de civils, dont des femmes et des enfants, et de représentants des forces de l'ordre, qui porteraient des impacts de balles,,,. Ils auraient été exécutés par les bourreaux du califat après que ce dernier ait pris le contrôle de la ville. Il est possible qu'il s'agisse de Chiites massacrés par les terroristes sunnites extrémistes à cause de leurs croyances religieuses,.
Le 26 janvier, à Al-Sofiya, l'Armée parvient à encercler et incendier un poste de commandement de l'EI, qui aurait également servi d'entrepôt d'armes. Les combats auraient tué 6 djihadistes. Et selon le Major-Général Ismail Mahlawi, cela devrait perturber l'approvisionnement des troupes de Daech situées à l'est de Ramadi.
Le 27 janvier, la Coalition Internationale frappe 5 cibles dans Ramadi : une position de snipers, deux positions de combats, un camion-citerne et une zone contestée.
Au nord de la ville, une voiture piégée explose sur le centre de commandement de la Dixième Brigade, tuant 30 soldats et miliciens.
À Al-Sofyia, à l'est de Ramadi, l'Armée aurait détruit un véhicule piégé avant qu'il n'atteigne ses lignes.
Les Forces d'intervention rapide auraient attaqué de nombreuses positions de l'EI dans et autour des villages d'Husaybah et d'Al-Sharqiya à l'est de Ramadi. Cela aurait détruit 7 positions, nettoyé plusieurs bâtiments et tué 35 djihadistes.
Des bombardements de l'aviation irakienne détruisent quatre véhicules piégés à Albu Hays, au nord de Ramadi.
Le 28 janvier, le général Abdelghani al-Assadi déclare que 95 % de la ville est contrôlée par l'armée irakienne,. Les deux dernières zones encore non contrôlées seraient al-Sijariya et Husaibah.
La Dixième Brigade de l'Armée aurait totalement repris le contrôle du nord de Ramadi, après avoir annihilé la dernière charge des terroristes qui y subsistaient. La charge était dirigée contre le poste de commandement de la brigade. L'Armée donne le bilan suivant : 60 assaillants tués, dont les conducteurs de 19 véhicules piégés, grâce à l'aviation et à l'artillerie irakiennes.
À l'ouest de Ramadi, une frappe française vise et détruit un "centre de stockage d'armements et de production d'armements".
Le Major-Général Ismail al-Mahalawi annonce que la Huitième Brigade, couverte par l'aviation de la Coalition Internationale, aurait progressé dans la zone d'Al-Sijariya. En tout, la Coalition Internationale aurait lancé 15 frappes.
Tirant les leçons de cette bataille, et celles de Tikrit, Sinjar et de Baiji, l'Armée irakienne applique une nouvelle méthode, enseignée par des instructeurs américains, portugais et espagnols, pour progresser dans les zones minées. Le terrain miné est dégagé par des tirs de mortiers, puis des bulldozers et des engins de déminages passent pour ouvrir des brèches, dans lesquels les soldats s'engouffrent à bord de véhicules blindés. Par la suite, les pièges qui n'ont pas encore explosé sont désamorcés grâce au système américain Apobs (Anti-personnel Obstacle Breaching System). Cette méthode est appelée à se généraliser pour la suite de la guerre contre l’État Islamique.
La police fédérale aurait tué 24 djihadistes lors des combats à Husaybah. De plus, elle aurait détruit à l'aide de roquettes un abri de l'EI à l'est de Ramadi, ce qui aurait tué 4 autres de ses membres, et un camion d'approvisionnement qui venait vers Husaybah.
Le 29 janvier, des bombardements de la Coalition Internationale auraient détruit 2 abris de Daech situé au nord de la ville.
Le total de nombre de frappes aériennes sur la ville entre le 23 et le 29 janvier est de 58 bombardements. De plus, sur les 99 attentats-suicides commis par Daech en Irak et en Syrie entre le 1 et le 29 janvier, un tiers l'ont été à Ramadi ou à Haditha.
Le 30 janvier, l'Armée irakienne, soutenue par l'aviation irakienne et celle de la Coalition Internationale, serait parvenue à reprendre du terrain au sud et à l'ouest de la zone d'al-Sajariyah.
Le 31 janvier, la Police fédérale aurait attaqué et détruit 6 positions défensives de l’État Islamique à l'est d'Husaybah, et aurait tué 9 combattants islamistes, dont 1 sniper. Par la suite, la police a déminé plusieurs engins explosifs.
7 bombardements de la Coalition Internationale visent 3 unités de l'EI à Ramadi,. Le bilan des frappes est inconnu.
Le 2 février, Khairuldeen Al Makhzoomi, spécialiste du Proche-Orient à l'Université de Californie, publie un article sur le site de The Huffington Post où il estime que le gouvernement irakien contrôle en réalité 75 % à 80 % de Ramadi.
Le 3 février, Daech lance une contre-attaque contre la Huitième Division, au nord et à l'est de Ramadi. Dans la banlieue est, à Shujirayah, au moins 9 soldats irakiens sont tués.
6 frappes de la Coalition Internationale sur Ramadi détruisent de l'équipement, des armes et des positions de combat de l'État Islamique.
Les Forces d'Intervention Rapide attaquent et détruisent à Husaybah 2 abris de l'EI, ce qui aurait tué 11 djihadistes. De plus, une partie de ses agents - regroupés dans un groupe appelé "Scorpion Force" - aurait pris en chasse et détruit un camion rempli d'explosifs, tuant ainsi 2 autres terroristes.
Dans le village d'Abu Risha, au nord de Ramadi, des tirs d'artillerie de l'État Islamique tuent 4 militaires irakiens et en blessent 2 autres.

### Du 4 au 9 février 2016: liquidation des dernières poches de résistance djihadistes
Le 4 février, un bombardement de l'aviation irakienne aurait détruit 4 postes de commandement de l'État islamique à Albu Assaf, dans Ramadi.
Dans une bibliothèque, les démineurs neutralisent plus de 1 500 engins explosifs. Notamment des jerrycans remplis d'explosifs.
L'aviation américaine lance quatre frappes aux alentours de Ramadi.
La troisième brigade antiterroriste parvient à prendre le contrôle du centre de la zone d'Al-Sijariya. Les combats auraient fait 17 morts dans les rangs de Daech. À la fin de la journée, le Conseil de la Province d'Anbar annonce qu'Al-Sijariya a été entièrement libérée.
Daech continue de tenir une palmeraie située à trois kilomètres des faubourgs de Ramadi. Un nombre inconnu de djihadistes, Arabes et Européens, s'y cachent dans les fourrés et se sont barricadés dans une maison. Ils se protègent en gardant des civils en otage. Selon l'armée irakienne, il s'agirait des derniers terroristes présents dans Ramadi même. Le 5 février, l'aviation mène un bombardement ; puis une unité anti-terroriste surnommée "le Commando en Or" lance l'assaut. En riposte les combattants islamistes lancent un bombardement d'obus contre les chars et l'artillerie irakienne. Finalement, l'Armée parvient à reprendre la palmeraie, et tue un nombre indéterminé de terroristes. Avant de fuir, les membres de l'EI piègent les cadavres, ce qui n'empêche pas l'Armée de prendre le contrôle du terrain.
Le 6 février, trois véhicules piégés sont repérés en train de se diriger vers les postes de commandement de l'armée irakienne à Al-Thurthar, au nord de Ramadi. Deux des véhicules sont détruits par l'armée et le troisième par une frappe de la coalition internationale, avant qu'ils n'atteignent leurs cibles,. Par la suite les combats provoquent la mort de 7 militaires et 4 terroristes.
Dans la zone d'Al-Sufyia, six soldats irakiens sont tués et cinq autres sont blessés par l'explosion d'une mine.
Des frappes de la coalition internationales détruisent deux voitures piégées à Husaiybah al-Sharqiyah.
Le major-général Sami al-Aredi, commandant de la troisième brigade d'opérations spéciales antiterroriste, annonce que la route reliant entre elles Sijariya et Tel Mushaihida, dans l'est de Ramadi, et Juwiba, à l'est de Ramadi, est entièrement libérée. Il annonce également 64 civils ont été libérés et évacués de Juwiba,.
Une contre-attaque de l’État islamique qui se dirigeait vers le nord de Ramadi aurait été interceptée et repoussée par des miliciens tribaux, aux termes de combats qui auraient fait plusieurs dizaines de morts.
Le 7 février, une autre contre-attaque parvient jusqu'au nord de Ramadi. Des combats éclatent entre, d'une part la dixième brigade de l'armée et les miliciens d'al-Hashd al-Shaabi, de l'autre les troupes de Daech. Le bilan des pertes n'a été communiqué que pour ces derniers : 44 morts dont les conducteurs de 7 véhicules piégés.
Lors des combats pour reprendre Juwiba, plusieurs civils essayent de fuir la zone de contrôle de l’État islamique pour rejoindre les rangs de l'armée. Les djihadistes les auraient exécutés.
Le ministère de la Défense irakien déclare que la zone d'Al-Sijariya, à 17 km à l'est de Ramadi, est totalement libérée. Les forces anti-terroristes y ont déminé plusieurs dizaines de pièges explosifs, et y ont hissé le drapeau irakien.
Le 8 février, le major-général Ismail al-Mahalawi annonce que la zone de Juwiba est totalement libérée, que les otages qui s'y trouvaient ont été délivrés, et que le drapeau irakien y flotte,. Selon l'agence de presse IANS, les combats ont provoqué 25 morts et la destruction de 6 véhicules dans les rangs de Daech, 8 morts et 5 blessés dans l'Armée.
Deux frappes aériennes américaines sont menées sur Ramadi. Elles auraient détruit trois véhicules de l'EI dont un était piégé, et une batterie antiaérienne.
De violents combats entre Daech, les forces antiterroristes et les milices tribales ont lieu à Husaiybah al-Sharqiyah. 43 djihadistes sont morts, dont 5 kamikazes, et 7 ont été capturés ; 4 membres des forces gouvernementales ont été tués, et 12 blessés.
Le 9 février, les forces gouvernementales parviennent à libérer la zone de Joabh et à progresser dans celle d'Husaiybah al-Sharqiyah, face à une faible résistance de l’État Islamique.
En fin de journée, le ministre de la Défense irakien annonce que les forces antiterroristes, les huitième et neuvième brigades de l'armée, les milices paramilitaires sunnites al-Hashed al-Shaabi et la police de la province d'Anbar ont fini de reprendre tous les grands axes de Ramadi. Et plus précisément les libérations d'al-Sijaria, Juwaiba, Husaybah al-Sharkiya, des zones adjacentes et de la route Ramadi-Khalidiya-Bagdad. Dans la foulée, des engins explosifs et des véhicules piégés abandonnés sur cette route sont déminés. Le nettoyage de cette route permet également de relier Ramadi à la grande base militaire d'Habbaniya, et ainsi de mieux sécuriser le secteur est de la ville.
Au nord-ouest de Ramadi, à Albu-Thyiab une frappe aérienne menée par un Soukhoï irakien aurait détruit un convoi de véhicules de l'EI, composés d'automitrailleuses équipés de canons 23 mm, de véhicules armés de mortiers 82 mm, et de véhicules piégés. Le bilan humain serait la mort de 10 djihadistes.
La ville de Ramadi est à nouveau déclarée libérée par le ministre de la Défense, Khaled Al-Obeidi, par le gouverneur de la province d'Al-Anbar, Sohaib al-Rawi, et par le porte-parole de la coalition internationale, le colonel Steven Warren, le 9 février 2016,,,,.

## Bilan de la bataille
Le 9 février 2016, le gouverneur de la province d'Al-Anbar, Sohaib al-Rawi, lors d'une conférence de presse à Bagdad, annonce : "Tout Ramadi est maintenant libéré mais le plus grand défi qui nous attend consiste à nettoyer la ville des mines". Il reste en effet plusieurs milliers d'engins explosifs disséminés dans la ville et aux alentours, au lendemain de la bataille.
Bien que les chiffres exacts ne soient pas connus, le bilan humain se chiffre en centaines de morts. Rien qu'en additionnant les décès répertoriés sur cette page Wikipédia - un compte non officiel et probablement en dessous de la réalité - on atteint environ 1250 morts dans les rangs de Daech, et 350 morts pour les forces pro-gouvernementales irakiennes. Et ce, sans compter les morts et les portés disparus parmi les civils.[réf. nécessaire]
Plusieurs milliers de civils ont été déplacés hors de leurs maisons, et la ville est souvent qualifiée de "ville fantôme" par les médias francophones. Ou ils ont été envoyés dans les camps de réfugiés irakiens par l'Armée, ou l'EI les a forcés à les suivre afin de se servir d'eux comme boucliers humains.
Le bilan matériel est catastrophique. Jusque-là, aucune autre ville au cours de la Seconde guerre civile irakienne n'avait subi un bilan aussi lourd. Le 17 janvier 2016, le Programme des Nations unies pour le développement (Pnud), en utilisant des images satellites, annonce que 4500 édifices ont été endommagés à Ramadi, dont 1500 ont été complètement détruits,. Un nouveau rapport publié en février chiffre à 5 700 le nombre d'immeubles partiellement détruits et à 2 000 ceux entièrement détruits. Selon Lise Grand, no 2 du Pnud, l'ampleur des destructions dépasse celles des autres villes qui ont souffert des affrontements entre Daech et une autre faction, y compris celle de Tikrit. 60 % de la ville, dont l'artère principale, ont été détruits. Le 10 février, Lise grand déclarait : "Les maisons sont détruites, les ponts sont détruits, les rues sont pleines d'engins explosifs, les conduites d'eau, les écoles et les hôpitaux sont en ruine et les commerces sont fermés". Les djihadistes de l’État Islamique ont partiellement détruit l'hôpital général de Ramadi le 6 janvier.
Un plan de reconstruction en deux phases est décidé par l'ONU. D'abord 10 000 000 $ (8 800 000 €) seront utilisés pour reconstruire Ta'Mim, le quartier au sud-ouest de Ramadi où a commencé la bataille ; les conduites d'eau et les générateurs d'électricité devraient être reconstruits en priorité. La deuxième phase, évaluée entre 25 000 000 $ et 30 000 000 $ (22 000 000 € et 26 000 000 €) se concentrera sur le centre de Ramadi, notamment pour rebâtir plusieurs milliers de maisons.
Du côté tactique, tirant les leçons de cette bataille, et celles de Tikrit, Sinjar et de Baiji, l'Armée irakienne applique une nouvelle méthode, enseignée par des instructeurs américains, portugais et espagnols, pour progresser dans les zones minées. Le terrain miné est dégagé par des tirs de mortiers, puis des bulldozers et des engins de déminage passent pour ouvrir des brèches, dans lesquels les soldats s'engouffrent à bord de véhicules blindés. Par la suite, les pièges qui n'ont pas encore explosé sont désamorcés grâce au système américain Apobs (Anti-personnel Obstacle Breaching System). Cette méthode est appelée à se généraliser pour la suite de la guerre contre l’État Islamique.
Du côté stratégique, la reprise et la sécurisation de Ramadi permettent de progresser en direction des villes de Faloudjah et Mossoul. Des unités militaires irakiennes, paramilitaires sunnites et chiites, ayant déjà commencé à être déplacées en vue de ces futures batailles, avant même la fin de la bataille de Ramadi.

## Suites
Selon Ibrahim al-Osseij, sous-préfet de Ramadi depuis février, 20 % des maisons et 80 % des infrastructures et des bâtiments publics ont été détruits après deux années de combats. Selon l'ONU, 5 700 immeubles ont été endommagés, dont 2 000 détruits. Après la bataille, le déminage de la ville se poursuit pendant des mois, celui des zones d'habitations s'achève en juillet tandis que celui des infrastructures débute en mai. Des sociétés britanniques et américaines sont chargées des infrastructures, mais le déminage des habitations a été effectué par des volontaires locaux. Selon al-Osseij, 150 d'entre-eux ont été tués à cause d'un manque d'entraînement. Les djihadistes avaient laissés des pièges jusque dans les frigos et sur des Corans.
De février à septembre 2016, 200 000 des 500 000 habitants regagnent Ramadi et 4 000 policiers sont déployés dans la ville, contre 18 000 avant la guerre. Les autorités locales ont également obtenu le retrait des Hachd al-Chaabi.
En août 2017, un charnier est découvert à Ramadi, contenant les corps de 40 personnes exécutés par les djihadistes lors de la prise de la ville en 2015.

## Rumeurs d'exécutions de fuyards
À partir du 25 décembre 2015, plusieurs rumeurs tournent sur Internet à propos de possibles exécutions, par Daech, de certains de ses combattants, qui auraient fui Ramadi au lieu de s'y battre à mort. Si rien ne permet formellement de démentir la plupart des exécutions, rien ne permet non plus de les confirmer. En effet, dans la plupart des cas, les articles qui propagent cette information potentiellement erronée proviennent de sources qui ne sont pas neutres, voire qui ont déjà inventé de fausses informations par le passé.
- Le 12 janvier 2016, Foxnews met en ligne un article "ISIS burns fighters alive for letting Ramadi fall", le Daily Mail un article et une vidéo, tous les deux intitulés "ISIS burns its own fighters alive for losing Ramadi to Iraqi troops in terrifying warning to other militants after they fled to group's stronghold of Mosul", et Iraqinews un article nommé "ISIS burns its fighters alive for losing Ramadi to Iraqi troops". Ils y racontent tous que l’État Islamique aurait brûlé vivant, à Mossoul, plusieurs de ses combattants qui auraient fui Ramadi au lieu de s'y battre à mort. Cette fois, l'information est reprise par d'autres médias, dont certains francophones, comme Atlantico dans son article "En Irak, l’État islamique fait brûler vif ses propres combattants pour n'avoir pas défendu la ville de Ramadi jusqu'à la mort". Mais la plupart des journaux préfèrent éviter de retransmettre cela. De fait, les sources sont jugées peu fiables : Foxnews est connu pour inventer certaines informations, le Daily Mail a déjà diffusé des erreurs grossières au sujet de l’État Islamique (notamment la rumeur selon laquelle le groupe terroriste allait se doter de la bombe atomique), et Iraqinews est jugé beaucoup trop proche du gouvernement irakien pour être fiable en toutes circonstances. D'autant plus que l'exécution par le feu semble être une technique de mise à mort rare chez l'EI, qui la réserve normalement aux ennemis qui ont eux-mêmes tué certains de ses membres par le feu ou par les bombardements.
- Le 13 janvier, Iraqinews publie un article "ISIS executes four of its elements fled during Ramadi battle", dans lequel il annonce que Daech a exécuté par balles, à Hit, 4 combattants qui avaient fui Ramadi. Cette fois-ci, le cas est un peu différent. L'information est confirmée le 14 janvier par l'agence de presse fiable Europa Press, dans son article : "El Estado Islámico ejecuta a cuatro de sus miembros por huir de Ramadi ante los avances del Ejército". Les 4 exécutions de Hit sont donc les seules dont on peut être sûr qu'elles ont bien eu lieu.

## Vidéographie
- [vidéo] Retaking Ramadi From the Islamic State: The Battle for Iraq (Dispatch 11), Vice news, 21 décembre 2015.